# Konsulat Generalny Rzeczypospolitej Polskiej w Los Angeles
Konsulat Generalny Rzeczypospolitej Polskiej w Los Angeles (Consulate General of the Republic of Poland in Los Angeles), założony w 1991 w drugim mieście pod względem wielkości w państwie, jest jednym z czterech konsulatów generalnych w Stanach Zjednoczonych. Konsulat Generalny mieści się w Zachodnim Los Angeles w budynku przy Wilshire Boulevard.
Placówka o dużym znaczeniu zarówno dla Polski, jak i Polonii w 12 stanach, a na Zachodnim Wybrzeżu w szczególności. Konsulat ma wiele zadań do wypełnienia, poczynając od wydawania paszportów polskich po kontakty z Polonią, która – skupiona w wielu organizacjach, związkach i klubach – wykazuje aktywność zarówno na lokalnym obszarze, jak i w kontaktach w Polską. W grudniu 2012 Ministerstwo Spraw Zagranicznych podjął decyzję o przeniesieniu Konsulatu do San Francisco, od czego odstąpiono.

## Okręg konsularny
Okręg konsularny obejmuje obywateli zamieszkujących w stanach: Alaska, Arizona, Kalifornia, Kolorado, Hawaje, Idaho, Montana, Nevada, Oregon, Utah, Waszyngton, Wyoming. Do 2017, tj. przed utworzeniem Konsulatu Generalnego RP w Houston, obejmował także Nowy Meksyk, Oklahomę i Teksas.

## Kierownicy konsulatu
- 1991–1995 – Jan Szewc
- 1995–1999 – Maciej Krych
- 1999–2003 – Krzysztof Włodzimierz Kasprzyk
- 2003–2007 – Krystyna Tokarska-Biernacik
- 2007–2009 – Paulina Kapuścińska
- 2009–2013 – Joanna Kozińska-Frybes
- 2013–2017 – Mariusz Brymora
- 2018–2022 – Jarosław Łasiński
- 2023 – Marta Wolańska
- od 2024 – Paulina Kapuścińska